# Ladislav Zgusta
Ladislav Zgusta (ur. 20 marca 1924 w Libochovicach, zm. 27 kwietnia 2007 w Urbana) – czesko-amerykański językoznawca i filolog.
Autor prac z leksykografii i onomastyki. Napisał jeden z pierwszych podręczników leksykografii.